# سلفايا
سلفايا هي قرية لبنانية من قرى قضاء عاليه في محافظة جبل لبنان.